# 2007 par pays en Afrique
Les évènements de l'année 2007 en Afrique noire. 

## Continent africain

### Janvier
- Lundi 22 janvier - Mercredi 30 janvier : huitième sommet de l'Union africaine, jusqu'au 30 janvier, à Addis-Abeba. Le président de la Commission de l'Union africaine Alpha Oumar Konaré a lancé « un appel à nos frères soudanais, gouvernement et rebelles, pour que la paix revienne au Darfour, pour qu'ils arrêtent les attaques et les bombardements » et  a appelé les pays africains à mettre en place rapidement la force de paix en Somalie[1].
  - Le président ghanéen, John Kufuor, a été choisi pour assurer la présidence de l'Union africaine pour l'année 2007[2].
  - Les chefs d’État et de gouvernement ont désigné cinq « sages », personnalités africaines hautement respectées qui ont apporté une contribution exceptionnelle à la cause de la paix, de la sécurité et du développement sur le continent : Brigalia Bam, présidente de la Commission électorale indépendante de l'Afrique du Sud, Elisabeth Pognon, présidente de la Cour constitutionnelle du Bénin, Salim Ahmed Salim, ancien secrétaire général de l'Organisation de l'unité africaine (OUA) et actuel envoyé spécial de l'Union africaine au Darfour, Miguel Trovoada, ancien président de Sao Tomé-et-Principe et Ahmed Ben Bella, ancien président algérien. Ces 5 sages pourront se prononcer sur toutes les questions liées à la promotion et au maintien de la paix, de la sécurité et de la stabilité en Afrique[3].
  - Le secrétaire général des Nations unies, Ban Ki-moon, est intervenu  à la séance d’ouverture pour présenter son plan d’action pour l’Afrique, notamment sur les conflits et les conséquences du réchauffement climatique[4].

- Lundi 30 janvier au Samedi 10 février : le président chinois Hu Jintao entame une série de visites officielles qui l'amèneront, au Cameroun, au Liberia, au Soudan, en Zambie, en Namibie, en Afrique du Sud, au Mozambique et aux Seychelles.

### Février
- Jeudi 15 février : vingt quatrième sommet Afrique-France, réunissant pendant deux jours à Cannes une quarantaine de dirigeants africains.

### Juin
- Jeudi 7 juin : le nouveau ministre français des Affaires étrangères, Bernard Kouchner, effectue une tournée de visites officielles dans plusieurs pays : Mali (7 et 8 juin), Tchad (9 juin) et Soudan (10 juin) au sujet du Darfour.

### Juillet
- Lundi 2 juillet : le neuvième sommet des chefs d’État et de gouvernement de l’Union africaine s’est ouvert à Accra (Ghana). L’ordre du jour porte sur la constitution d’un gouvernement africain pour préparer les États-Unis d’Afrique. Les dirigeants africains sont partagés sur cette question. Le président libyen Mouammar Kadhafi qui mène le combat pour cette idée, est soutenu par le président sénégalais Abdoulaye Wade et le président gabonais Omar Bongo Ondimba. À l’opposé, le président sud-africain Thabo Mbeki trouve prématuré l’institution de ce gouvernement panafricain et préfère un renforcement des organisations sous-régionales[5]. Le président de la commission de l’Union africaine, Alpha Oumar Konaré a apporté son soutien au projet de gouvernement panafricain en déclarant que « La bataille pour les États-Unis d'Afrique est la seule qui vaille pour notre génération, la seule capable d'apporter des réponses aux mille problèmes des populations africaines »[6].

## Algérie
Voir 2007 par pays au Proche-Orient, section « Algérie »

## Angola
- Lundi 1er janvier : le pays rejoint l'OPEP.

## République démocratique du Congo|Congo démocratique
- Mardi 11 avril : Le chef de guerre Jean-Pierre Bemba, un des principaux adversaires du Président Joseph Kabila, quitte le pays et se réfugie avec sa famille à Lisbonne (Portugal).

## Égypte
Voir 2007 par pays au Proche-Orient, section « Égypte »

## Éthiopie
- Lundi 22 janvier-Mercredi 30 janvier : huitième sommet de l'Union africaine, jusqu'au 30 janvier, à Addis-Abeba.

## Gabon
- Vendredi 27 juillet : visite du président français Nicolas Sarkozy à Libreville.

## Ghana
- Lundi 2 juillet : le neuvième sommet des chefs d’État et de gouvernement de l’Union africaine s’est ouvert à Accra.

## Guinée
- Mardi 9 février : le président Lansana Conté nomme Eugène Camara au poste de premier ministre pour mettre fin à la grève générale.

## Kenya
- Samedi 20 janvier : à Nairobi, tenue du Forum social mondial jusqu'au 25 janvier.

## Liberia
- Lundi 4 juin : le procès de l'ancien président libérien Charles Taylor s'ouvre devant le Tribunal spécial pour la Sierra Leone, se tenant à La Haye. Il est accusé de crimes contre l'humanité et de crimes de guerre commis entre 1997 et 2000 sur le territoire du Sierra Leone.

## Libye
Voir 2007 par pays au Proche-Orient, « Libye »

## Mali
Voir 2007 au Mali

## Maroc
Voir 2007 par pays au Proche-Orient, « Maroc »

## Mauritanie
- Dimanche 11 mars : lors de l'élection présidentielle, Sidi Ould Cheikh Abdallahi obtient 24,79 % des voix et Ahmed Ould Daddah, l'opposant au président renversé  Maaouiya Ould Taya, obtient 20,68 % des voix.
- Dimanche 25 mars : deuxième tour de l'élection présidentielle, Sidi Ould Cheikh Abdallahi est élu avec 53 % des voix.

## Sénégal
- Jeudi 25 février : Abdoulaye Wade est réélu Président dès le premier tour par près de 57 % des voix. L'opposition représentée par le Parti socialiste sénégalais dénonce un coup de « bluff ».
- Jeudi 26 juillet : visite du président français Nicolas Sarkozy à Dakar.

## Sierra Leone
- Lundi 4 juin : le procès de l'ancien président libérien Charles Taylor s'ouvre devant le Tribunal spécial pour la Sierra Leone, se tenant à La Haye. Il est accusé de crimes contre l'humanité et de crimes de guerre commis entre 1997 et 2002 sur le territoire du Sierra Leone.

## Tunisie
Voir 2007 par pays au Proche-Orient, « Tunisie »

## Zimbabwe
- Mardi 30 janvier : le pays enregistre un taux record d'inflation de 1 600 %.